# Sergio Casal
Sergio Casal Martínez (* 8. September 1962 in Barcelona) ist ein ehemaliger spanischer Tennisspieler. Er war hauptsächlich im Doppel erfolgreich.

## Karriere
Casal wurde 1981 Tennisprofi, 1983 gewann er seinen ersten ATP-Doppeltitel. Insgesamt siegte er bei 47 Doppelturnieren, zumeist mit seinem Landsmann Emilio Sánchez. Im Einzel konnte er dagegen lediglich ein Turnier gewinnen.
In seiner Karriere gewann er drei Grand-Slam-Turniere, 1988 die US Open und 1990 die French Open im Doppel sowie mit Raffaella Reggi 1986 die US Open im Mixed. Seine höchsten Positionen in der ATP-Weltrangliste erreichte er 1985 mit Platz 31 im Einzel sowie 1991 mit Platz 3 im Doppel.
In den Jahren 1985 sowie 1987 konnte er in den Davis-Cup-Begegnungen gegen Deutschland jeweils Boris Becker im Einzel bezwingen. Er schlug also erst den im März 1985 noch nahezu unbekannten Boris Becker und im März 1987 den amtierenden (und bereits zweifachen) Wimbledonsieger. Von 1981 bis 1995 spielte Casal 48 Partien für die spanische Davis-Cup-Mannschaft mit einer Bilanz von 31:17 Siegen (Doppel 19:9).
Zusammen mit Emilio Sánchez gewann er bei den Olympischen Spielen 1988 die Silbermedaille im Doppel. 1992 gewann er mit dem spanischen Team den World Team Cup in Düsseldorf.
1995 beendete Sergio Casal seine Tennislaufbahn.

## Erfolge
| Legende                                               |
| Grand Slam                                            |
| Tennis Masters Cup                                    |
| Olympische Spiele                                     |
| ATP Masters Series                                    |
| ATP Championship Series ATP International Series Gold |
| ATP World Series ATP International Series             |
| ATP Challenger Series                                 |

| ATP-Titel nach Belag |
| Hartplatz            |
| Sand                 |
| Rasen                |
| Teppich              |

### Einzel

#### Turniersiege

##### ATP Tour
| Nr. | Datum           | Turnier | Belag | Finalgegner | Ergebnis      |
| --- | --------------- | ------- | ----- | ----------- | ------------- |
| 1.  | 11. August 1985 | Florenz | Sand  | Jimmy Arias | 3:6, 6:3, 6:2 |

##### Challenger Tour
| Nr. | Datum           | Turnier   | Belag | Finalgegner       | Ergebnis |
| --- | --------------- | --------- | ----- | ----------------- | -------- |
| 1.  | 22. August 1982 | Tarragona | Sand  | Jairo Velasco Sr. | 6:4, 6:2 |

#### Finalteilnahmen
| Nr. | Datum            | Turnier         | Belag | Finalgegner   | Ergebnis      |
| --- | ---------------- | --------------- | ----- | ------------- | ------------- |
| 1.  | 17. April 1983   | Aix-en-Provence | Sand  | Mats Wilander | 3:6, 2:6      |
| 2.  | 2. November 1986 | Paris           | Sand  | Boris Becker  | 4:6, 3:6, 6:7 |

### Doppel

#### Turniersiege

##### ATP Tour
| Nr. | Datum              | Turnier          | Belag       | Partner                | Finalgegner                              | Ergebnis      |
| --- | ------------------ | ---------------- | ----------- | ---------------------- | ---------------------------------------- | ------------- |
| 1.  | 11. August 1985    | Kitzbühel (1)    | Sand        | Emilio Sánchez Vicario | Paolo Canè Claudio Panatta               | 6:3, 3:6, 6:2 |
| 2.  | 11. August 1985    | Genf             | Sand        | Emilio Sánchez Vicario | Carlos Kirmayr Cássio Motta              | 6:4, 4:6, 7:5 |
| 3.  | 29. September 1985 | Barcelona (1)    | Sand        | Emilio Sánchez Vicario | Jan Gunnarsson Michael Mortensen         | 6:3, 6:3      |
| 4.  | 11. Mai 1986       | München          | Sand        | Emilio Sánchez Vicario | Broderick Dyke Wally Masur               | 6:3, 4:6, 6:3 |
| 5.  | 25. Mai 1986       | Florenz          | Sand        | Emilio Sánchez Vicario | Mike DePalmer Gary Donnelly              | 6:4, 7:6      |
| 6.  | 13. Juli 1986      | Gstaad (1)       | Sand        | Emilio Sánchez Vicario | Stefan Edberg Joakim Nyström             | 6:3, 3:6, 6:3 |
| 7.  | 27. Juli 1986      | Båstad           | Sand        | Emilio Sánchez Vicario | Craig Campbell Joey Rive                 | 6:4, 6:2      |
| 8.  | 21. September 1986 | Hamburg (1)      | Sand        | Emilio Sánchez Vicario | Boris Becker Eric Jelen                  | 6:4, 6:1      |
| 9.  | 8. Februar 1987    | Philadelphia     | Teppich (i) | Emilio Sánchez Vicario | Christo Steyn Danie Visser               | 3:6, 6:1, 7:6 |
| 10. | 19. April 1987     | Nizza            | Sand        | Emilio Sánchez Vicario | Claudio Mezzadri Gianni Ocleppo          | 6:4, 6:3      |
| 11. | 16. Juni 1987      | Bologna (1)      | Sand        | Emilio Sánchez Vicario | Claudio Panatta Blaine Willenborg        | 6:3, 6:2      |
| 12. | 19. Juli 1987      | Bordeaux (1)     | Sand        | Emilio Sánchez Vicario | Darren Cahill Mark Woodforde             | 6:3, 6:3      |
| 13. | 9. August 1987     | Kitzbühel (2)    | Sand        | Emilio Sánchez Vicario | Miloslav Mečíř Tomáš Šmíd                | 7:6, 7:6      |
| 14. | 22. November 1987  | Buenos Aires (1) | Sand        | Tomás Carbonell        | Jay Berger Horacio de la Peña            | kampflos      |
| 15. | 29. November 1987  | Itaparica (1)    | Hartplatz   | Emilio Sánchez Vicario | Jorge Lozano Diego Pérez                 | 6:2, 6:2      |
| 16. | 17. April 1988     | Madrid           | Sand        | Emilio Sánchez Vicario | Jason Stoltenberg Todd Woodbridge        | 6:7, 7:6, 6:4 |
| 17. | 24. April 1988     | Monte Carlo      | Sand        | Emilio Sánchez Vicario | Henri Leconte Ivan Lendl                 | 6:1, 6:3      |
| 18. | 17. Juli 1988      | Stuttgart (1)    | Sand        | Emilio Sánchez Vicario | Anders Järryd Michael Mortensen          | 4:6, 6:3, 6:4 |
| 19. | 17. Juli 1988      | Hilversum (1)    | Sand        | Emilio Sánchez Vicario | Magnus Gustafsson Guillermo Pérez Roldán | 7:6, 6:3      |
| 20. | 7. August 1988     | Kitzbühel (3)    | Sand        | Emilio Sánchez Vicario | Joakim Nyström Claudio Panatta           | 6:4, 7:6      |
| 21. | 11. September 1988 | US Open          | Hartplatz   | Emilio Sánchez Vicario | Rick Leach Jim Pugh                      | kampflos      |
| 22. | 18. September 1988 | Barcelona (2)    | Sand        | Emilio Sánchez Vicario | Claudio Mezzadri Diego Pérez             | 6:4, 6:3      |
| 23. | 27. November 1988  | Itaparica (2)    | Hartplatz   | Emilio Sánchez Vicario | Jorge Lozano Diego Pérez                 | 7:6, 7:6      |
| 24. | 18. Juni 1989      | Bologna (2)      | Sand        | Javier Sánchez         | Tomas Nydahl Jörgen Windahl              | 6:2, 6:3      |
| 25. | 8. April 1990      | Estoril          | Sand        | Emilio Sánchez Vicario | Omar Camporese Paolo Canè                | 7:5, 4:6, 7:5 |
| 26. | 20. Mai 1990       | Rom              | Sand        | Emilio Sánchez Vicario | Jim Courier Martin Davis                 | 7:6, 7:5      |
| 27. | 10. Juni 1990      | French Open      | Sand        | Emilio Sánchez Vicario | Goran Ivanišević Petr Korda              | 7:5, 6:3      |
| 28. | 15. Juli 1990      | Gstaad (2)       | Sand        | Emilio Sánchez Vicario | Omar Camporese Javier Sánchez            | 6:3, 3:6, 7:5 |
| 29. | 29. Juli 1990      | Hilversum (2)    | Sand        | Emilio Sánchez Vicario | Paul Haarhuis Mark Koevermans            | 7:5, 7:5      |
| 30. | 30. September 1990 | Palermo (1)      | Sand        | Emilio Sánchez Vicario | Carlos Costa Horacio de la Peña          | 6:3, 6:4      |
| 31. | 7. Oktober 1990    | Athen            | Sand        | Javier Sánchez         | Tom Kempers Richard Krajicek             | 4:6, 7:6, 6:3 |
| 32. | 13. Januar 1991    | Auckland         | Hartplatz   | Emilio Sánchez Vicario | Grant Connell Glenn Michibata            | 4:6, 6:3, 6:4 |
| 33. | 24. Februar 1991   | Stuttgart        | Teppich (i) | Emilio Sánchez Vicario | Jeremy Bates Nick Brown                  | 6:3, 7:5      |
| 34. | 12. Mai 1991       | Hamburg (3)      | Sand        | Emilio Sánchez Vicario | Cássio Motta Danie Visser                | 4:6, 6:3, 6:2 |
| 35. | 3. November 1991   | Búzios           | Hartplatz   | Emilio Sánchez Vicario | Javier Frana Leonardo Lavalle            | 4:6, 6:3, 6:4 |
| 36. | 12. Januar 1992    | Sydney           | Hartplatz   | Emilio Sánchez Vicario | Scott Davis Kelly Jones                  | 3:6, 6:1, 6:4 |
| 37. | 10. Mai 1992       | Hamburg (4)      | Sand        | Emilio Sánchez Vicario | Carl-Uwe Steeb Michael Stich             | 5:7, 6:4, 6:3 |
| 38. | 6. August 1992     | Kitzbühel (5)    | Sand        | Emilio Sánchez Vicario | Horacio de la Peña Vojtěch Flégl         | 6:1, 6:2      |
| 39. | 20. September 1992 | Bordeaux (2)     | Sand        | Emilio Sánchez Vicario | Arnaud Boetsch Guy Forget                | 6:1, 6:4      |
| 40. | 20. Juni 1993      | Genua            | Sand        | Emilio Sánchez Vicario | Mark Koevermans Greg Van Emburgh         | 6:3, 7:6      |
| 41. | 3. Oktober 1993    | Palermo (2)      | Sand        | Emilio Sánchez Vicario | Juan Garat Jorge Lozano                  | 6:3, 6:3      |
| 42. | 17. Oktober 1993   | Tel Aviv         | Hartplatz   | Emilio Sánchez Vicario | Mike Bauer David Rikl                    | 6:4, 6:4      |
| 43. | 7. November 1993   | São Paulo        | Sand        | Emilio Sánchez Vicario | Pablo Albano Javier Frana                | 4:6, 7:6, 6:4 |
| 44. | 10. Juli 1994      | Gstaad (2)       | Sand        | Emilio Sánchez Vicario | Menno Oosting Daniel Vacek               | 7:6, 6:4      |
| 45. | 13. November 1994  | Buenos Aires (2) | Sand        | Emilio Sánchez Vicario | Tomás Carbonell Francisco Roig           | 6:3, 6:2      |
| 46. | 7. Mai 1995        | Atlanta          | Sand        | Emilio Sánchez Vicario | Jared Palmer Richey Reneberg             | 6:7, 6:3, 7:6 |
| 47. | 5. November 1995   | Montevideo       | Sand        | Emilio Sánchez Vicario | Jiří Novák David Rikl                    | 2:6, 7:6, 7:6 |

##### Challenger Tour
| Nr. | Datum              | Turnier       | Belag | Partner                | Finalgegner                       | Ergebnis      |
| --- | ------------------ | ------------- | ----- | ---------------------- | --------------------------------- | ------------- |
| 1.  | 18. April 1982     | Barcelona     | Sand  | Christoph Zipf         | Broderick Dyke Hans-Peter Kandler | 5:7, 6:1, 6:2 |
| 2.  | 9. Mai 1982        | Galatina      | Sand  | Alejandro Pierola      | Gianni Marchetti Vincenzo Naso    | 6:4, 6:4      |
| 3.  | 7. April 1985      | Marrakesch    | Sand  | Emilio Sánchez Vicario | Ulf Fischer Goran Prpić           | 4:6, 6:3, 6:1 |
| 4.  | 18. April 1993     | Barcelona (2) | Sand  | Emilio Sánchez Vicario | Maurice Ruah Mario Tabares        | 6:2, 4:6, 6:1 |
| 5.  | 25. September 1994 | Barcelona (3) | Sand  | Emilio Sánchez Vicario | Francisco Clavet Àlex Corretja    | 6:2, 7:5      |

#### Finalteilnahmen
| Nr. | Datum              | Turnier                   | Belag         | Partner                | Finalgegner                       | Ergebnis                |
| --- | ------------------ | ------------------------- | ------------- | ---------------------- | --------------------------------- | ----------------------- |
| 1.  | 12. Mai 1983       | Aix-en-Provence           | Sand          | Iván Camus             | Henri Leconte Gilles Moretton     | 6:2, 1:6, 2:6           |
| 2.  | 12. Mai 1985       | München (1)               | Sand          | Emilio Sánchez Vicario | Mark Edmondson Kim Warwick        | 6:4, 5:7, 5:7           |
| 3.  | 21. Juli 1985      | Båstad (1)                | Sand          | Emilio Sánchez Vicario | Stefan Edberg Anders Järryd       | 0:6, 6:7                |
| 4.  | 15. September 1985 | Palermo (1)               | Sand          | Emilio Sánchez Vicario | Colin Dowdeswell Joakim Nyström   | 4:6, 7:6, 6:7           |
| 5.  | 24. November 1985  | Wien (1)                  | Hartplatz (i) | Emilio Sánchez Vicario | Mike DePalmer Gary Donnelly       | 4:6, 7:6, 6:7           |
| 6.  | 13. April 1986     | Bari                      | Sand          | Emilio Sánchez Vicario | Gary Donnelly Tomáš Šmíd          | 6:2, 4:6, 4:6           |
| 7.  | 15. Februar 1987   | Memphis                   | Hartplatz (i) | Emilio Sánchez Vicario | Anders Järryd Jonas Svensson      | 4:6, 2:6                |
| 8.  | 5. April 1987      | Mailand (1)               | Teppich (i)   | Emilio Sánchez Vicario | Boris Becker Slobodan Živojinović | 6:3, 3:6, 4:6           |
| 9.  | 10. Mai 1987       | München (2)               | Sand          | Emilio Sánchez Vicario | Jim Pugh Blaine Willenborg        | 6:7, 6:4, 4:6           |
| 10. | 5. Juli 1987       | Wimbledon Championships   | Rasen         | Emilio Sánchez Vicario | Ken Flach Robert Seguso           | 6:3, 7:6, 6:7, 1:6, 4:6 |
| 11. | 20. September 1987 | Madrid                    | Sand          | Emilio Sánchez Vicario | Carlos di Laura Javier Sánchez    | 3:6, 6:3, 4:6           |
| 12. | 15. November 1987  | São Paulo                 | Hartplatz     | Tomás Carbonell        | Gilad Bloom Javier Sánchez        | 3:6, 7:6, 4:6           |
| 13. | 30. September 1988 | Olympische Sommerspiele   | Hartplatz     | Emilio Sánchez Vicario | Ken Flach Robert Seguso           | 3:6, 4:6, 7:6, 7:6, 7:9 |
| 14. | 5. Dezember 1988   | Masters Grand Prix        | Teppich (i)   | Emilio Sánchez Vicario | Rick Leach Jim Pugh               | 4:6, 3:6, 6:2, 0:6      |
| 15. | 25. Juni 1989      | Bari                      | Sand          | Javier Sánchez         | Simone Colombo Claudio Mezzadri   | 6:0, 3:6, 3:6           |
| 16. | 24. September 1989 | Barcelona (1)             | Sand          | Tomáš Šmíd             | Gustavo Luza Christian Miniussi   | 3:6, 3:6                |
| 17. | 7. Januar 1990     | Wellington                | Hartplatz     | Emilio Sánchez Vicario | Kelly Evernden Nicolás Pereira    | 4:6, 6:7                |
| 18. | 15. April 1990     | Barcelona (2)             | Sand          | Emilio Sánchez Vicario | Andrés Gómez Javier Sánchez       | 6:7, 5:7                |
| 19. | 18. November 1990  | ATP-Weltmeisterschaft (2) | Teppich (i)   | Emilio Sánchez Vicario | Guy Forget Jakob Hlasek           | 4:6, 6:7, 7:5, 4:6      |
| 20. | 9. Februar 1992    | Mailand (2)               | Teppich (i)   | Emilio Sánchez Vicario | Neil Broad David Macpherson       | 7:5, 5:7, 4:6           |
| 21. | 30. August 1992    | Schenectady (2)           | Hartplatz     | Emilio Sánchez Vicario | Jacco Eltingh Paul Haarhuis       | 3:6, 4:6                |
| 22. | 11. April 1993     | Barcelona (3)             | Sand          | Emilio Sánchez Vicario | Shelby Cannon Scott Melville      | 6:7, 1:6                |
| 23. | 14. November 1993  | Buenos Aires              | Sand          | Emilio Sánchez Vicario | Tomás Carbonell Carlos Costa      | 4:6, 4:6                |
| 24. | 7. August 1994     | Kitzbühel                 | Sand          | Emilio Sánchez Vicario | David Adams Andrei Olchowski      | 7:6, 3:6, 5:7           |
| 25. | 6. November 1994   | Montevideo                | Sand          | Emilio Sánchez Vicario | Marcelo Filippini Luiz Mattar     | 6:7, 4:6                |
| 26. | 21. Mai 1995       | Coral Springs             | Sand          | Emilio Sánchez Vicario | Todd Woodbridge Mark Woodforde    | 3:6, 1:6                |

### Mixed
| Nr. | Datum | Turnier | Belag     | Partnerin       | Finalgegner                       | Ergebnis |
| --- | ----- | ------- | --------- | --------------- | --------------------------------- | -------- |
| 1.  | 1986  | US Open | Hartplatz | Raffaella Reggi | Martina Navratilova Peter Fleming | 6:4, 6:4 |